# Bienestar animal en la Alemania nazi

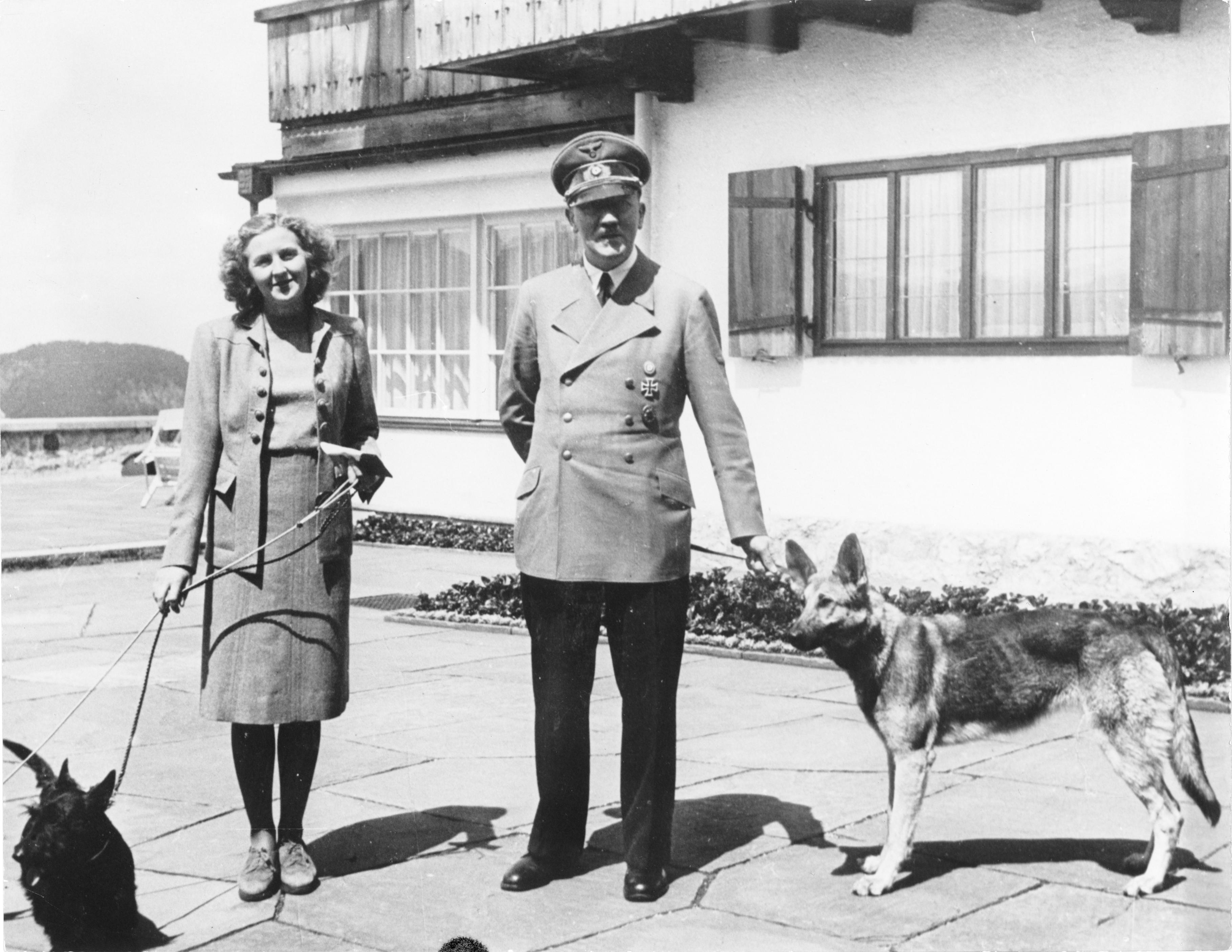
Eva Braun y Adolf Hitler con sus perros.

Hubo un apoyo generalizado por el bienestar animal en la Alemania nazi (Alemán: Tierschutz im nationalsozialistischen Deutschland) entre los líderes del país. Adolf Hitler y sus altos funcionarios tomaron una serie de medidas para asegurar la protección de los animales. Muchos líderes nazis, entre ellos Hitler y Hermann Göring, eran defensores de los derechos de los animales y su conservación.
Muchos nazis fueron ecologistas y la protección de las especies y el bienestar de los animales fueron asuntos importantes en la Alemania nazi. Heinrich Himmler hizo un esfuerzo por prohibir la caza de animales. Göring fue un profesado amante de los animales y conservacionista, quien, siguiendo las instrucciones de Hitler, se dedicó a enviar a los alemanes que violaban las leyes de bienestar animal a los campos de concentración. En sus diarios privados, el ministro de propaganda nazi Joseph Goebbels describió a Hitler como un vegetariano que odiaba las religiones del judaísmo y el cristianismo en gran parte debido a la distinción ética que estas religiones hacen entre el valor de la vida de los humanos y el valor de la vida de otros animales; Goebbels también menciona que Hitler planeaba prohibir los mataderos en el Reich alemán al término de la Segunda Guerra Mundial.
Las leyes actuales de bienestar animal en Alemania fueron inicialmente introducidas por los nazis.

## Medidas

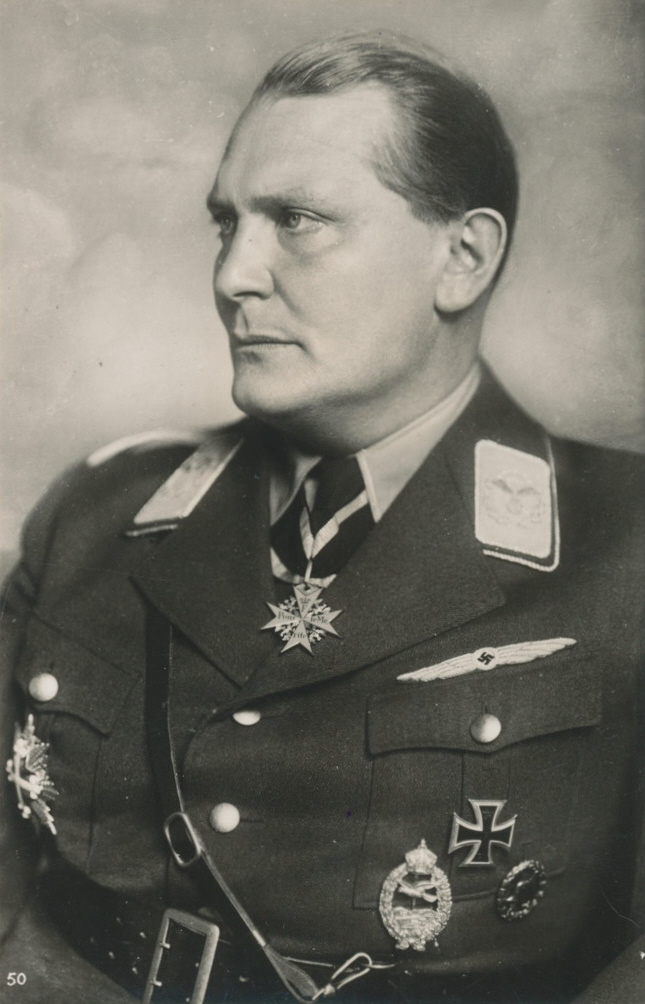
Hermann Goering

A finales del siglo XIX, el shojet y la vivisección (experimentación animal) eran las principales preocupaciones del movimiento alemán por el bienestar animal. Los nazis adoptaron estas preocupaciones como parte de su plataforma política. De acuerdo a Boria Sax, los nazis rechazaron las razones antropocentristas para la protección animal: los animales iban a ser protegidos por su propio bien. En 1927, un representante nazi en el Reichstag pidió acciones en contra de la crueldad animal y la carnicería shojet.
En 1931, el partido nazi (en ese entonces una minoría en el Reichstag) propuso la prohibición de la vivisección, pero la prohibición atrajo el apoyo de otros partidos políticos. Para 1933, luego de que Hitler ascendiera a la cancillería y los nazis consolidaran el control del Reichstag, los nazis inmediatamente llevaron a cabo una reunión para aprobar la prohibición de la vivisección. El 21 de abril de 1933, casi inmediatamente después de que los nazis tomaran el poder, el parlamento comenzó a aprobar leyes para la regulación del sacrificio de animales. El 21 de abril se aprobó una ley sobre la matanza de animales; ningún animal iba a ser sacrificado sin anestesia.
El 24 de abril se aprobó la Orden del Ministro del Interior de Prusia con respecto a la matanza de animales poiquilotermos. Alemania fue la primera nación que prohibió la vivisección. Se promulgó una ley que impuso la prohibición total de la vivisección el 16 de agosto de 1933 por Hermann Göring como primer ministro de Prusia. Anunció el fin de la "insoportable tortura y sufrimiento en experimentos con los animales" y dijo que quienes "todavía piensan que pueden continuar tratando a los animales como propiedad sin alma" serían enviados a los campos de concentración. Göring anunció el 28 de agosto de 1933, en una transmisión de radio:
 

An absolute and permanent ban on vivisection is not only a necessary law to protect animals and to show sympathy with their pain, but it is also a law for humanity itself.... I have therefore announced the immediate prohibition of vivisection and have made the practice a punishable offense in Prussia. Until such time as punishment is pronounced the culprit shall be lodged in a concentration camp.

Göring también prohibió las trampas para animales e impuso severas restricciones a la caza. También prohibió el consumo de las langostas y los cangrejos. Una vez, envió a un pescador a un campo de concentración. por cortar a una rana con un cebo
El 24 de noviembre de 1933, la Alemania nazi promulgó otra ley llamada Reichstierschutzgesetz (Ley de Protección Animal del Reich) para la protección de los animales. Esta ley lista muchas prohibiciones en contra del uso de los animales, incluyendo su uso para el rodaje de producciones cinematográficas y otros eventos públicos que les causen dolor o daño a su salud, alimentar forzosamente a aves y arrancar los muslos de ranas vivas. Los dos directores  (Ministerialräte) del ministerio alemán del interior Clemens Giese y Waldemar Kahler, quienes fueron responsables de redactar el texto legislativo, escribieron en su comentario jurídico de 1939, que por ley el animal tenía que estar "protegido por sí mismo" ("um seiner selbst willen geschützt"), y haciéndolo "un objeto de protección yendo más allá hasta ahora de la ley existente" ("Objekt eines weit über die bisherigen Bestimmungen hinausgehenden Schutzes").
El 23 de febrero de 1934, el Ministerio de Comercio y Empleo de Prusia promulgó un decreto que introdujo la educación sobre las leyes de protección animal en los niveles de educación primaria, secundaria y superior. El 3 de julio de 1934 se promulgó una ley Das Reichsjagdgesetz (Ley de caza del Reich) para limitar la caza. El acta también creó la Sociedad de Cacería Alemana con la misión de educar a la comunidad de cazadores en la caza ética. El 1 de julio de 1935 se aprobó otra ley llamada Reichsnaturschutzgesetz (Ley de conservación de la naturaleza del Reich) para proteger la naturaleza. De acuerdo a un artículo publicado en Kaltio, una de las principales revistas culturales finlandesas, la Alemania nazi fue el primer estado en el mundo en poner a los lobos bajo protección del estado. La Alemania Nazi "introdujo la primera legislación para la protección de los lobos."
En 1934, la Alemania nazi fue la sede de una conferencia internacional de bienestar animal en Berlín. El 27 de marzo de 1936 se promulgó una orden acerca de la matanza de peces vivos y otros poiquilotermos. El 18 de marzo del mismo año se aprobó una orden sobre la forestación y la protección de animales salvajes. El 9 de septiembre de 1937, el Ministerio del Interior publicó un decreto que especificaba las pautas para el transporte de los animales. En 1938, los nazis introdujeron la protección animal como una asignatura que debía ser enseñada en las escuelas públicas y universidades en Alemania.

## Eficacia
A pesar de que se hicieron varias leyes para la protección animal, la medida en que fueron aplicadas ha sido cuestionada. La ley promulgada por Hermann Göring el 16 de agosto de 1933, prohibiendo la vivisección  fue revisado por decreto el 5 de septiembre de ese año, con disposiciones más laxas, entonces permitiendo al ministerio del interior distribuir permisos a algunas universidades e institutos de investigación para conducir experimentos con animales bajo condiciones de anestesia y necesidad científica. De acuerdo a Pfugers Archiv für die Gesamte Physiologie (Archivo de Pfugers para la fisiología total), una revista científica de aquellos tiempos, hubo muchos experimentos con animales durante el régimen nazi. En 1936, el Tierärztekammer (cámara de veterinarios) de Darmstadt presentó una denuncia formal en contra de la falta de aplicación de las leyes de protección animal  en aquellos que  realizaban pruebas ilegales haciendo uso de animales.

## Controversia

### Políticas con respecto a nazis no activistas
El activista por los derechos de los animales Boria Sax argumenta en su libro Animals in the Third Reich: Pets, Scapegoats, and the Holocaust que los nazis manipulaban las actitudes hacia la protección animal para ajustarlas a su propio sistema simbólico. Presumiblemente, al equiparar el Partido Nacionalsocialista Obrero Alemán con "naturaleza", los nazis redujeron las cuestiones éticas a preguntas biológicas.
Los expertos argumentan que los nazis no fueron auténticos seguidores de los derechos de los animales haciendo hincapié en que el régimen nazi disolvió algunas organizaciones que abogaban por el ecologismo o la protección animal. De cualquier forma, estas organizaciones, tales como Amigos de la Naturaleza que cuenta con 100.000 miembros, fueron disueltas porque defendían ideologías políticas que eran ilegales bajo la ley nazi. Por ejemplo, los Amigos de la Naturaleza eran oficialmente no partidistas, pero activistas del principal partido opositor, el partido social demócrata, eran prominentes entre sus líderes.